# Мощность
Мо́щность — скалярная физическая величина, характеризующая мгновенную скорость передачи энергии от одной физической системы к другой в процессе её (энергии) использования и в общем случае определяемая через соотношение переданной энергии к времени передачи. В системе СИ единицей измерения мощности является ватт, равный энергии в 1 джоуль, переданной за время в 1 секунду 1 Вт ≡ 1 Дж/с ≡ 1 Н⋅м/с.

## Смысл понятия на примерах
Электрическая лампочка мощностью 100 Вт для своей работы по освещению ежесекундно расходует 100 Дж энергии, за 1 час — 0,1 кВт·ч (360 000 Дж).
Электродвигатель c мощностью на валу 1 кВт способен ежесекундно передавать посредством вращения 1 кДж механической энергии, что хватает для подъёма груза массой около 100 кг на высоту 1 метр за 1 секунду. При этом потребляемая электрическая мощность этого двигателя будет выше 1 кВт, так как КПД электродвигателя всегда ниже 100 % и не вся потребляемая электрическая мощность может быть преобразована в работу на валу.
Автомобильный двигатель внутреннего сгорания нетто-мощностью 100 кВт (136 л. с.) способен ежесекундно передавать колёсам автомобиля энергию в 100 кДж, что позволяет современному легковому автомобилю разгоняться до скорости порядка 200 км/ч. При этом не имеют значения ни тип двигателя (бензиновый или дизельный), ни его рабочий объём, ни особенности его внешней скоростной характеристики.
Значение мощности в 6 ГВт у Красноярской ГЭС означает, что данная ГЭС способна ежесекундно вырабатывать энергию в 6000 МДж. Это эквивалентно энергии, получаемой от работы 60 тысяч автомобильных двигателей, работающих на режиме максимальной мощности из примера выше, и без учёта потерь на передачу и трансформацию электроэнергии позволяет зажечь 60 миллионов 100-ваттных электрических ламп.

## Используемые обозначения
Действующие международные стандарты ггркппы ISO/IEC 80000 предписывают обозначать мощность символом P (прописной буквой) как для формул механики, так и для формул электродинамики. Этимология обозначения — либо от лат. potestas, либо от англ. power.
В русскоязычной литературе по физике мощность в формулах механики и гидродинамики может обозначаться символом {\displaystyle N,} но этимология данного обозначения точно не ясна.

## Основные формулы
Средняя мощность за промежуток времени {\displaystyle \Delta t} определяется как отношение работы {\displaystyle A} (или изменения энергии {\displaystyle \Delta E}) ко времени {\displaystyle \Delta t}:
{\displaystyle P={\frac {A}{\Delta t}}={\frac {\Delta E}{\Delta t}},}
где {\displaystyle P} — мощность,
{\displaystyle A} — работа,
{\displaystyle E} — энергия,
{\displaystyle t} — время.
Мгновенная мощность определяется как производная энергии по времени:
{\displaystyle P={\frac {dE}{dt}}.}
Интеграл от мгновенной мощности по времени за данный промежуток равен полной энергии, переданной за это время, или, что то же самое, — выполненной работе:
{\displaystyle \int _{t_{0}}^{t_{1}}P(t)dt=\Delta E=A.}

## Единицы измерения
В Международной системе единиц (СИ) единицей измерения мощности является ватт (Вт), равный одному джоулю в секунду (Дж/с).
В теоретической физике, астрофизике, в качестве единицы для мощности часто используют единица системы СГС эрг в секунду (эрг/с).
Распространённой единицей измерения мощности автомобильных, локомотивных и судовых ДВС является лошадиная сила. Однако в своих рекомендациях Международная организация законодательной метрологии (МОЗМ) относит лошадиную силу к числу единиц измерения, «которые должны быть изъяты из обращения как можно скорее там, где они используются в настоящее время, и которые не должны вводиться, если они не используются».
| Единицы                         | Вт    | кВт        | МВт        | кгс·м/с   | эрг/с     | л. с.(мет.) | л. с.(анг.) |
| ------------------------------- | ----- | ---------- | ---------- | --------- | --------- | ----------- | ----------- |
| 1 ватт                          | 1     | 10−3       | 10−6       | 0,102     | 107       | 1,36⋅10−3   | 1,34⋅10−3   |
| 1 киловатт                      | 103   | 1          | 10−3       | 102       | 10        | 1,36        | 1,34        |
| 1 мегаватт                      | 106   | 103        | 1          | 102⋅103   | 1013      | 1,36⋅103    | 1,34⋅103    |
| 1 килограмм-сила-метр в секунду | 9,81  | 9,81⋅10−3  | 9,81⋅10−6  | 1         | 9,81⋅107  | 1,33⋅10−2   | 1,31⋅10−2   |
| 1 эрг в секунду                 | 10−7  | 10−10      | 10−13      | 1,02⋅10−8 | 1         | 1,36⋅10−10  | 1,34⋅10−10  |
| 1 лошадиная сила (метрическая)  | 735,5 | 735,5⋅10−3 | 735,5⋅10−6 | 75        | 7,355⋅109 | 1           | 0,9863      |
| 1 лошадиная сила (английская)   | 745,7 | 745,7⋅10−3 | 745,7⋅10−6 | 76,04     | 7,457⋅109 | 1,014       | 1           |

## Мощность в механике
Если на движущееся тело действует сила, то эта сила совершает работу. Мощность в этом случае равна скалярному произведению вектора силы на вектор скорости движения тела:
| {\displaystyle N=\mathbf {F} \cdot \mathbf {v} =F\cdot v\cdot \cos \alpha ,} |
где {\displaystyle \mathbf {F} } — вектор силы;
{\displaystyle \mathbf {v} } — вектор скорости;
{\displaystyle \alpha } — угол между вектором скорости и силы;
{\displaystyle F} — модуль вектора силы;
{\displaystyle v} — модуль вектора скорости.
Частный случай мощности при вращательном движении:
| {\displaystyle N=\mathbf {M} \cdot {\boldsymbol {\omega }}={\frac {2\pi \cdot M\cdot n}{60}},} |
где {\displaystyle \mathbf {M} } — вектор момента силы (Н·м);
{\displaystyle {\boldsymbol {\omega }}} — вектор угловойя скорости (рад/с);
{\displaystyle n} — частота вращения (число оборотов в минуту, об/мин).

## Электрическая мощность
Электри́ческая мощность — физическая величина, характеризующая скорость передачи или преобразования электрической энергии.
Мгновенная электрическая мощность {\displaystyle P(t)} участка электрической цепи:
{\displaystyle P(t)=I(t)\cdot U(t),}
где {\displaystyle I(t)} — мгновенный ток через участок цепи;
{\displaystyle U(t)} — мгновенное напряжение на этом участке.
Для характеристики сетей синусоидального переменного тока, помимо мгновенной мощности, соответствующей общефизическому определению, вводятся также понятия:
- активной мощности, равной среднему за период значению мгновенной мощности,
  - мгновенная активная мощность:

{\displaystyle p(t)={1 \over 2}\cdot U_{m}\cdot I_{m}\cdot \cos \varphi -{1 \over 2}\cdot U_{m}\cdot I_{m}\cdot \cos \varphi \cos(2\omega t),}
где {\displaystyle U_{m},~I_{m}} — амплитудные значения синусоидальных напряжения и тока соответственно;
{\displaystyle \varphi } — угол между начальным углом напряжения {\displaystyle \psi _{u}} и начальным углом силы тока {\displaystyle \psi _{i}} — {\displaystyle (\varphi =\psi _{u}-\psi _{i}){;}}
{\displaystyle \omega } — угловая частота сетевого напряжения;
{\displaystyle t} — время.
.
- реактивной мощности, которая соответствует энергии, циркулирующей без диссипации от источника к потребителю и обратно,
  - мгновенная реактивная мощность:

при {\displaystyle \varphi >0{:}}
{\displaystyle q(t)={\frac {1}{2}}\cdot U_{m}\cdot I_{m}\cdot \sin \varphi \cdot \cos {\Bigl (}2\omega t+{\frac {\pi }{2}}{\Bigr )},}
при {\displaystyle \varphi <0{:}}
{\displaystyle q(t)={\frac {1}{2}}\cdot U_{m}\cdot I_{m}\cdot \sin \varphi \cdot \cos {\Bigl (}2\omega t-{\frac {\pi }{2}}{\Bigr )}.}
- полной мощности, вычисляемой как произведение действующих значений тока и напряжения без учёта сдвига фаз.
  - мгновенная полная мощность:

{\displaystyle s(t)={1 \over 2}\cdot U_{m}\cdot I_{m}\cdot \cos \varphi -{1 \over 2}\cdot U_{m}\cdot I_{m}\cdot \cos {\Bigl (}2\omega t-\varphi {\Bigr )}.}

### Приборы для измерения электрической мощности и мощности излучения
- Ваттметры (в том числе варметры) — измерительные приборы, предназначенные для определения мощности электрического тока или мощности электромагнитного излучения.

По назначению и диапазону частот ваттметры можно разделить на три группы — низкочастотные (и постоянного тока), радиочастотные и оптические.
Ваттметры радиодиапазона по назначению делятся на два вида: проходящей мощности, включаемые в разрыв линии передачи и поглощаемой мощности, подключаемые к концу линии в качестве согласованной нагрузки.
В зависимости от способа функционального преобразования измерительной информации и её индикации ваттметры бывают аналоговые (показывающие и самопишущие) и цифровые.

## Гидравлическая мощность
Мощность гидромашины или гидроцилиндра {\displaystyle N_{H}} равна произведению перепада давления на машине (разности давлений на входе и выходе) на расход жидкости:
{\displaystyle N_{H}=Q_{H}\cdot P_{H},}
где {\displaystyle Q_{H}} — расход жидкости, м3/с;
{\displaystyle P_{H}} — перепад давления, Па.
К примеру, насос НП-89Д, установленный  на самолётах Су-24, Ту-134 и Ту-154, имеет производительность 55 л/мин (0,055/60 ≈ 0,000917 м3/с) при давлении 210 кгс/см2 (21 МПа) откуда его гидравлическая мощность составляет примерно 19,25 кВт.